# Melanagromyza tripolii
Melanagromyza tripolii är en tvåvingeart som beskrevs av Erich Martin Hering 1957. Melanagromyza tripolii ingår i släktet Melanagromyza och familjen minerarflugor. Arten har ej påträffats i Sverige. Inga underarter finns listade i Catalogue of Life.